# Kanton Cluses
Kanton Cluses (fr. Canton de Cluses) je francouzský kanton v departementu Horní Savojsko v regionu Rhône-Alpes. Skládá se z pěti obcí.

## Obce kantonu
- Arâches-la-Frasse
- Châtillon-sur-Cluses
- Cluses
- Magland
- Saint-Sigismond